# Trepča (Chorwacja)
Trepča – wieś w Chorwacji, w żupanii sisacko-moslawińskiej, w gminie Gvozd. W 2011 roku liczyła 5 mieszkańców.